# Avon (Carolina del Norte)
Avon es un lugar designado por el censo del condado de Dare, en el estado estadounidense de Carolina del Norte.

## Geografía
Avon se encuentra ubicado en las coordenadas 35°20′44″N 75°30′20″O / 35.34556, -75.50556, al sur de Salvo y al norte de Buxton de Hatteras Island. Según la Oficina del Censo de los Estados Unidos, su superficie es de 6,24 km², 6,1 de ellos (97,73%) correspondientes a tierra firme y 0,14 (2,27%) a agua.